# Coupe du monde de futsal de 2008
Navigation
Taïwan 2004 Thaïlande 2012
La Coupe du monde de futsal de 2008 est la sixième édition de la Coupe du monde de futsal et se déroule du 30 septembre au 19 octobre 2008 au Brésil, et elle est remportée par celui-ci pour la 4e fois de son histoire. Le Brésil bat l'Espagne, pour la 3e fois en finale, après une séance de tirs au but.

## Préparation de l'évènement

### Ville et salles retenues
La compétition a lieu dans les villes de Rio de Janeiro et de Brasilia.

### Équipes qualifiées
Le quatrième Championnat d'Afrique de futsal disputé du 21 au 30 mars 2008 sert également d'éliminatoires pour la Coupe du monde.
Vingt équipes prennent part à la compétition, dont les favoris sont le Brésil, trois fois vainqueur, et l'Espagne, deux fois gagnant et tenant du titre.
Six sélections représentent l’Europe : l’Espagne, la Russie, l’Italie, le Portugal, l’Ukraine et la République tchèque. Quatre représentent l’Amérique du Sud (le Brésil, l’Argentine, le Paraguay et l’Uruguay) et trois le reste des Amériques (États-Unis, Cuba et Guatemala). L’Asie a quatre représentants (l’Iran, la Chine, le Japon et la Thaïlande), l’Afrique deux (l’Égypte et la Libye) et l’Océanie un seul (les Îles Salomon).
| Carte                                                                                             | Europe (UEFA, qualification) 6 places                                                                  | Amérique du Sud (CONMEBOL, qualification) 4 places dont une au pays hôte                     | Asie (AFC, qualification) 4 places                                  |
| ------------------------------------------------------------------------------------------------- | --- | -------------------------------------------------------------------------------------------- | ------------------------------------------------------------------- |
| Planisphère représentant les pays dont les équipes se sont qualifiées pour la Coupe du monde 2000 | - Espagne : 6e phase finale - Portugal : 3e - Italie : 5e - Russie : 4e - Ukraine : 3e - Tchéquie : 2e | - Brésil : 6e phase finale (pays hôte) - Argentine : 6e phase - Paraguay : 4e - Uruguay : 3e | - Iran : 5e phase finale - Japon : 2e - Thaïlande : 3e - Chine : 3e |
| Océanie (OFC, qualification) 1 place                                                              | - Espagne : 6e phase finale - Portugal : 3e - Italie : 5e - Russie : 4e - Ukraine : 3e - Tchéquie : 2e | Amérique du Nord, centrale et Caraïbes (CONCACAF, qualification) 3 places                    | Afrique (CAF, qualification) 2 places                               |
| - Îles Salomon : 1re phase finale                                                                 | - Espagne : 6e phase finale - Portugal : 3e - Italie : 5e - Russie : 4e - Ukraine : 3e - Tchéquie : 2e | - États-Unis : 5e phase finale - Cuba : 4e - Guatemala : 2e                                  | - Égypte : 4e phase finale - Libye : 1re                            |

## Compétition

### Format et tirage au sort
| Groupe A                              | Groupe B                                      | Groupe C                                 | Groupe D                            |
| ------------------------------------- | --------------------------------------------- | ---------------------------------------- | ----------------------------------- |
| Brésil Japon Cuba Îles Salomon Russie | Italie Thaïlande Paraguay États-Unis Portugal | Guatemala Égypte Argentine Chine Ukraine | Espagne Iran Uruguay Libye Tchéquie |

### Premier tour

#### Groupe A
| Équipe       | Pts | J | V | N | D | Bp | Bc | Diff |
| ------------ | --- | - | - | - | - | -- | -- | ---- |
| Brésil       | 12  | 4 | 4 | 0 | 0 | 49 | 1  | +48  |
| Russie       | 9   | 4 | 3 | 0 | 1 | 50 | 15 | +35  |
| Japon        | 6   | 4 | 2 | 0 | 2 | 13 | 24 | -11  |
| Cuba         | 3   | 4 | 1 | 0 | 3 | 16 | 25 | -9   |
| Îles Salomon | 0   | 4 | 0 | 0 | 4 | 6  | 69 | -63  |

#### Groupe B
| Équipe     | Pts | J | V | N | D | Bp | Bc | Diff |
| ---------- | --- | - | - | - | - | -- | -- | ---- |
| Paraguay   | 9   | 4 | 3 | 0 | 1 | 19 | 5  | +14  |
| Italie     | 9   | 4 | 3 | 0 | 1 | 12 | 6  | +6   |
| Portugal   | 9   | 4 | 3 | 0 | 1 | 15 | 8  | +7   |
| Thaïlande  | 3   | 4 | 1 | 0 | 3 | 7  | 55 | -8   |
| États-Unis | 0   | 4 | 0 | 0 | 4 | 5  | 24 | -19  |

#### Groupe C
| Équipe    | Pts | J | V | N | D | Bp | Bc | Diff |
| --------- | --- | - | - | - | - | -- | -- | ---- |
| Ukraine   | 10  | 4 | 3 | 1 | 0 | 17 | 7  | +10  |
| Argentine | 10  | 4 | 3 | 1 | 0 | 13 | 5  | +8   |
| Guatemala | 6   | 4 | 2 | 0 | 2 | 14 | 9  | +5   |
| Égypte    | 3   | 4 | 1 | 0 | 3 | 9  | 12 | -3   |
| Chine     | 0   | 4 | 0 | 0 | 4 | 5  | 25 | -20  |

#### Groupe D
| Équipe   | Pts | J | V | N | D | Bp | Bc | Diff |
| -------- | --- | - | - | - | - | -- | -- | ---- |
| Espagne  | 10  | 4 | 3 | 1 | 0 | 13 | 3  | +10  |
| Iran     | 10  | 4 | 3 | 1 | 0 | 14 | 9  | +5   |
| Tchéquie | 6   | 4 | 2 | 0 | 2 | 10 | 10 | 0    |
| Libye    | 1   | 4 | 0 | 1 | 3 | 7  | 14 | -7   |
| Uruguay  | 1   | 4 | 0 | 1 | 3 | 6  | 14 | -8   |

### Deuxième tour

#### Groupe E
| Rang | Équipe  | Pts | J | G | N | P | Bp | Bc | Diff |
| ---- | ------- | --- | - | - | - | - | -- | -- | ---- |
| 1    | Brésil  | 9   | 3 | 3 | 0 | 0 | 9  | 3  | +6   |
| 2    | Italie  | 4   | 3 | 1 | 1 | 1 | 9  | 8  | +1   |
| 3    | Iran    | 4   | 3 | 1 | 1 | 1 | 10 | 10 | 0    |
| 4    | Ukraine | 0   | 3 | 0 | 0 | 3 | 7  | 14 | -7   |

| 11 octobre 2008 | Brésil          | 1 – 0 | Iran |                                                                                        |                                                                                        |
| 10:30           | Schumacher 2'37 |       |      | Ginásio do Maracanãzinho, Rio de Janeiro Spectateurs : 7 811 Arbitrage : Ivan Shabanov | Ginásio do Maracanãzinho, Rio de Janeiro Spectateurs : 7 811 Arbitrage : Ivan Shabanov |
| 10:30           | rapport         |       |      | Ginásio do Maracanãzinho, Rio de Janeiro Spectateurs : 7 811 Arbitrage : Ivan Shabanov | Ginásio do Maracanãzinho, Rio de Janeiro Spectateurs : 7 811 Arbitrage : Ivan Shabanov |

| 11 octobre 2008 | Ukraine | 0 – 4 | Italie                                 |                                                                                       |                                                                                       |
| 12:30           |         |       | 26'28, 33'23 Nora · 31'33, 39'53 Forte | Ginásio do Maracanãzinho, Rio de Janeiro Spectateurs : 7 930 Arbitrage : Hector Rojas | Ginásio do Maracanãzinho, Rio de Janeiro Spectateurs : 7 930 Arbitrage : Hector Rojas |
| 12:30           | rapport |       |                                        | Ginásio do Maracanãzinho, Rio de Janeiro Spectateurs : 7 930 Arbitrage : Hector Rojas | Ginásio do Maracanãzinho, Rio de Janeiro Spectateurs : 7 930 Arbitrage : Hector Rojas |

| 12 octobre 2008 | Italie  | 0 – 3 | Brésil                                            |                                                                                             |                                                                                             |
| 10:30           |         |       | 11'12 Schumacher · 13'29 Lenísio (it) · 29'01 Ari | Ginásio do Maracanãzinho, Rio de Janeiro Spectateurs : 8,077 Arbitrage : Antonio Betancourt | Ginásio do Maracanãzinho, Rio de Janeiro Spectateurs : 8,077 Arbitrage : Antonio Betancourt |
| 10:30           | rapport |       |                                                   | Ginásio do Maracanãzinho, Rio de Janeiro Spectateurs : 8,077 Arbitrage : Antonio Betancourt | Ginásio do Maracanãzinho, Rio de Janeiro Spectateurs : 8,077 Arbitrage : Antonio Betancourt |

| 12 octobre 2008 | Ukraine                                               | 4 – 5 | Iran                                                       |                                                                                       |                                                                                       |
| 12:30           | Makayev 5'04, 36'13 · Cheporniuk 8'22 · Khursov 15'39 |       | 9'01, 12'26 Shamsaee · 10'57 Pylypiv · 14'08, 19'03 Taheri | Ginásio do Maracanãzinho, Rio de Janeiro Spectateurs : 7 396 Arbitrage : Asselam Khan | Ginásio do Maracanãzinho, Rio de Janeiro Spectateurs : 7 396 Arbitrage : Asselam Khan |
| 12:30           | rapport                                               |       |                                                            | Ginásio do Maracanãzinho, Rio de Janeiro Spectateurs : 7 396 Arbitrage : Asselam Khan | Ginásio do Maracanãzinho, Rio de Janeiro Spectateurs : 7 396 Arbitrage : Asselam Khan |

| 14 octobre 2008 | Brésil                                                           | 5 – 3 | Ukraine                              |                                                                                          |                                                                                          |
| 10:30           | Falcão 8'04, 15'53, 19'49 · Lenísio (it) 17'12 · Marquinho 21'20 |       | 1'04 Zamyatin · 16'42, 39'48 Romanov | Ginásio do Maracanãzinho, Rio de Janeiro Spectateurs : 6 141 Arbitrage : Nestor Valiente | Ginásio do Maracanãzinho, Rio de Janeiro Spectateurs : 6 141 Arbitrage : Nestor Valiente |
| 10:30           | rapport                                                          |       |                                      | Ginásio do Maracanãzinho, Rio de Janeiro Spectateurs : 6 141 Arbitrage : Nestor Valiente | Ginásio do Maracanãzinho, Rio de Janeiro Spectateurs : 6 141 Arbitrage : Nestor Valiente |

| 14 octobre 2008 | Iran                                                                           | 5 – 5 | Italie                                                        |                                                                                |                                                                                |
| 10:30           | Daneshvar 10'38, 35'30 · Masoudi 12'23 · Hashemzadeh 26'30 · Hassanzadeh 28'29 |       | 1'17, 8'06 Grana · 13'57 Nora · 30'56 Fabiano · 39'09 Bertoni | Nilson Nelson Gymnasium, Brasília Spectateurs : 7 881 Arbitrage : Scott Kidson | Nilson Nelson Gymnasium, Brasília Spectateurs : 7 881 Arbitrage : Scott Kidson |
| 10:30           | rapport                                                                        |       |                                                               | Nilson Nelson Gymnasium, Brasília Spectateurs : 7 881 Arbitrage : Scott Kidson | Nilson Nelson Gymnasium, Brasília Spectateurs : 7 881 Arbitrage : Scott Kidson |

#### Groupe F
| Rang | Équipe    | Pts | J | G | N | P | Bp | Bc | Diff |
| ---- | --------- | --- | - | - | - | - | -- | -- | ---- |
| 1    | Espagne   | 9   | 3 | 3 | 0 | 0 | 11 | 4  | +7   |
| 2    | Russie    | 4   | 3 | 1 | 1 | 1 | 9  | 11 | -2   |
| 3    | Argentine | 2   | 3 | 0 | 2 | 1 | 6  | 7  | -1   |
| 4    | Paraguay  | 1   | 3 | 0 | 1 | 2 | 8  | 12 | -4   |

| 11 octobre 2008 | Paraguay                                | 3 – 3 | Argentine                                      |                                                                                 |                                                                                 |
| 10:30           | Alcaraz 1'17, 38'16 · R. Villalba 13'00 |       | 16'21 Corazza · 33'39 Santander · 34'32 Lucuix | Nilson Nelson Gymnasium, Brasília Spectateurs : 5 961 Arbitrage : Franklin Loor | Nilson Nelson Gymnasium, Brasília Spectateurs : 5 961 Arbitrage : Franklin Loor |
| 10:30           | rapport                                 |       |                                                | Nilson Nelson Gymnasium, Brasília Spectateurs : 5 961 Arbitrage : Franklin Loor | Nilson Nelson Gymnasium, Brasília Spectateurs : 5 961 Arbitrage : Franklin Loor |

| 11 octobre 2008 | Espagne                                                                              | 5 – 2 | Russie                           |                                                                                 |                                                                                 |
| 12:30           | Álvaro 12'28 · Torras 30'32 · Daniel 32'23 · Javi Rodríguez 38'36 · Luis Amado 39'09 |       | 17'39 Prudnikov · 26'52 Maevskiy | Nilson Nelson Gymnasium, Brasília Spectateurs : 6 244 Arbitrage : Massimo Cumbo | Nilson Nelson Gymnasium, Brasília Spectateurs : 6 244 Arbitrage : Massimo Cumbo |
| 12:30           | rapport                                                                              |       |                                  | Nilson Nelson Gymnasium, Brasília Spectateurs : 6 244 Arbitrage : Massimo Cumbo | Nilson Nelson Gymnasium, Brasília Spectateurs : 6 244 Arbitrage : Massimo Cumbo |

| 12 octobre 2008 | Espagne                       | 2 – 1 | Argentine     |                                                            |                                                            |
| 10:30           | Fernandao 14'09 · Ortiz 23'43 |       | 19'58 Garcias | Nilson Nelson Gymnasium, Brasília Arbitrage : Scott Kidson | Nilson Nelson Gymnasium, Brasília Arbitrage : Scott Kidson |
| 10:30           | rapport                       |       |               | Nilson Nelson Gymnasium, Brasília Arbitrage : Scott Kidson | Nilson Nelson Gymnasium, Brasília Arbitrage : Scott Kidson |

| 12 octobre 2008 | Russie                                              | 5 – 4 | Paraguay                                    |                                                           |                                                           |
| 12:30           | Pula 7'58, 31'18, 34'26 · Shayakhmetov 18'26, 39'59 |       | 19'14 Rotella · 22'56, 31'01, 38'11 Alcaraz | Nilson Nelson Gymnasium, Brasília Arbitrage : Jason Krnac | Nilson Nelson Gymnasium, Brasília Arbitrage : Jason Krnac |
| 12:30           | rapport                                             |       |                                             | Nilson Nelson Gymnasium, Brasília Arbitrage : Jason Krnac | Nilson Nelson Gymnasium, Brasília Arbitrage : Jason Krnac |

| 14 octobre 2008 | Argentine                  | 2 – 2 | Russie                             |                                                              |                                                              |
| 12:30           | Amas 4'06 · González 35'46 |       | 16'36 Dushkevich · 31'37 Prudnikov | Ginásio do Maracanãzinho, Rio de Janeiro Spectateurs : 6 407 | Ginásio do Maracanãzinho, Rio de Janeiro Spectateurs : 6 407 |
| 12:30           | rapport                    |       |                                    | Ginásio do Maracanãzinho, Rio de Janeiro Spectateurs : 6 407 | Ginásio do Maracanãzinho, Rio de Janeiro Spectateurs : 6 407 |

| 14 octobre 2008 | Paraguay      | 1 – 4 | Espagne                                     |                                                                                 |                                                                                 |
| 12:30           | Alcaraz 34'00 |       | 3'40 Álvaro · 21'08, 36'54, 37'28 Fernandao | Nilson Nelson Gymnasium, Brasília Spectateurs : 8 108 Arbitrage : Franklin Loor | Nilson Nelson Gymnasium, Brasília Spectateurs : 8 108 Arbitrage : Franklin Loor |
| 12:30           | rapport       |       |                                             | Nilson Nelson Gymnasium, Brasília Spectateurs : 8 108 Arbitrage : Franklin Loor | Nilson Nelson Gymnasium, Brasília Spectateurs : 8 108 Arbitrage : Franklin Loor |

### Tableau final
|  | Demi-finales | Demi-finales |                        |       | Finale | Finale |
|  | Demi-finales | Demi-finales |                        |       | Finale | Finale |
|  |              |              |                        |       |        |        |
|  |              |              |                        |       |        |        |
|  |              |              |                        |       |        |        |
|  | Russie       | 2            |                        |       |        |        |
|  | Russie       | 2            |                        |       |        |        |
|  | Brésil       | 4            |                        |       |        |        |
|  | Brésil       | 4            | Brésil                 | 2tab4 |        |        |
|  |              |              | Brésil                 | 2tab4 |        |        |
|  |              | Espagne      | 2 3                    |       |        |        |
|  | Espagne      | Espagne      | 2 3                    | 3     |        |        |
|  | Espagne      |              |                        | 3     |        |        |
|  | Italie       | 2            |                        |       |        |        |
|  | Italie       | 2            | Match pour la 3e place |       |        |        |
|  |              |              |                        |       |        |        |
|  |              |              |                        |       |        |        |
|  |              |              |                        |       |        |        |
|  | Russie       | 1            |                        |       |        |        |
|  | Russie       | 1            |                        |       |        |        |
|  | Italie       | 2            |                        |       |        |        |
|  | Italie       | 2            |                        |       |        |        |

#### Demi-finales
| 16 octobre | Russie                   | 2 – 4 | Brésil                                                 |                                                                                       |                                                                                       |
| 10:30      | Pula 17e · Khamadiev 25e |       | Schumacher 3e · Falcão 7e · Vinícius 18e · Gabriel 37e | Ginásio do Maracanãzinho, Rio de Janeiro Spectateurs : 4 910 Arbitrage : Héctor Rojas | Ginásio do Maracanãzinho, Rio de Janeiro Spectateurs : 4 910 Arbitrage : Héctor Rojas |

| 16 octobre | Espagne                                     | 3 – 2 ap | Italie                 |                                                                                          |                                                                                          |
| 12:30      | Daniel 4e · Fernando 44e · Foglia 50e (csc) |          | Foglia 26e · Grana 48e | Ginásio do Maracanãzinho, Rio de Janeiro Spectateurs : 5 079 Arbitrage : Antonio Álvarez | Ginásio do Maracanãzinho, Rio de Janeiro Spectateurs : 5 079 Arbitrage : Antonio Álvarez |

#### Match pour la3eplace
L'Italie prend la troisième place du tournoi en dominant la Russie 2-1 lors de la petite finale.
| 18 octobre | Russie         | 1 – 2 | Italie                |                                                                                       |                                                                                       |
| 10:30      | Dushkevich 25e |       | Foglia 6e · Assis 39e | Ginásio do Maracanãzinho, Rio de Janeiro Spectateurs : 6 887 Arbitrage : Scott Kidson | Ginásio do Maracanãzinho, Rio de Janeiro Spectateurs : 6 887 Arbitrage : Scott Kidson |

#### Finale
Le Brésil devient champion du monde de football en salle pour la quatrième fois, en battant l'Espagne (2-2 tab 4-2), au stade Maracanazinho de Rio de Janeiro. Le gardien brésilien, Franklin, est le héros de la finale disputée entre les deux favoris du tournoi, en arrêtant deux penalties lors de la séance de tirs aux but.
| ·                 |                |  |
| Titulaires :      |                |  |
|                   |                |  |
| 2                 | Tiago          |  |
| 6                 | Gabriel        |  |
| 8                 | Schumacher 18e |  |
| 10                | Lenísio (it)   |  |
| 11                | Marquinho      |  |
|                   |                |  |
| Remplaçants :     |                |  |
| 3                 | Franklin 8e    |  |
| 4                 | Ari            |  |
| 5                 | Cico           |  |
| 7                 | Vinicius       |  |
| 9                 | Betao          |  |
| 12                | Falcao         |  |
| 13                | Wilde          |  |
| 1                 | Rogerio        |  |
| 14                | Carlinhos      |  |
|                   |                |  |
| Sélectionneur :   |                |  |
| Paulo de Oliveira |                |  |

| ·               |                    |  |
| Titulaires :    |                    |  |
|                 |                    |  |
| 1               | Luis Amado         |  |
| 3               | Javi Eseverri      |  |
| 7               | Javi Rodriguez 12e |  |
| 8               | Kike               |  |
| 11              | Marcelo            |  |
|                 |                    |  |
| Remplaçants :   |                    |  |
| 2               | Ortiz              |  |
| 4               | Torras             |  |
| 5               | Fernandao          |  |
| 6               | Alvaro             |  |
| 9               | Andreu             |  |
| 10              | Borja              |  |
| 12              | Juanjo             |  |
| 13              | Cristian           |  |
| 14              | Daniel             |  |
|                 |                    |  |
| Sélectionneur : |                    |  |
| Venancio Lopez  |                    |  |

| ·                 |                |  |
| Titulaires :      |                |  |
|                   |                |  |
| 2                 | Tiago          |  |
| 6                 | Gabriel        |  |
| 8                 | Schumacher 18e |  |
| 10                | Lenísio (it)   |  |
| 11                | Marquinho      |  |
|                   |                |  |
| Remplaçants :     |                |  |
| 3                 | Franklin 8e    |  |
| 4                 | Ari            |  |
| 5                 | Cico           |  |
| 7                 | Vinicius       |  |
| 9                 | Betao          |  |
| 12                | Falcao         |  |
| 13                | Wilde          |  |
| 1                 | Rogerio        |  |
| 14                | Carlinhos      |  |
|                   |                |  |
| Sélectionneur :   |                |  |
| Paulo de Oliveira |                |  |

| ·               |                    |  |
| Titulaires :    |                    |  |
|                 |                    |  |
| 1               | Luis Amado         |  |
| 3               | Javi Eseverri      |  |
| 7               | Javi Rodriguez 12e |  |
| 8               | Kike               |  |
| 11              | Marcelo            |  |
|                 |                    |  |
| Remplaçants :   |                    |  |
| 2               | Ortiz              |  |
| 4               | Torras             |  |
| 5               | Fernandao          |  |
| 6               | Alvaro             |  |
| 9               | Andreu             |  |
| 10              | Borja              |  |
| 12              | Juanjo             |  |
| 13              | Cristian           |  |
| 14              | Daniel             |  |
|                 |                    |  |
| Sélectionneur : |                    |  |
| Venancio Lopez  |                    |  |

## Statistiques et récompenses

### Classement des équipes

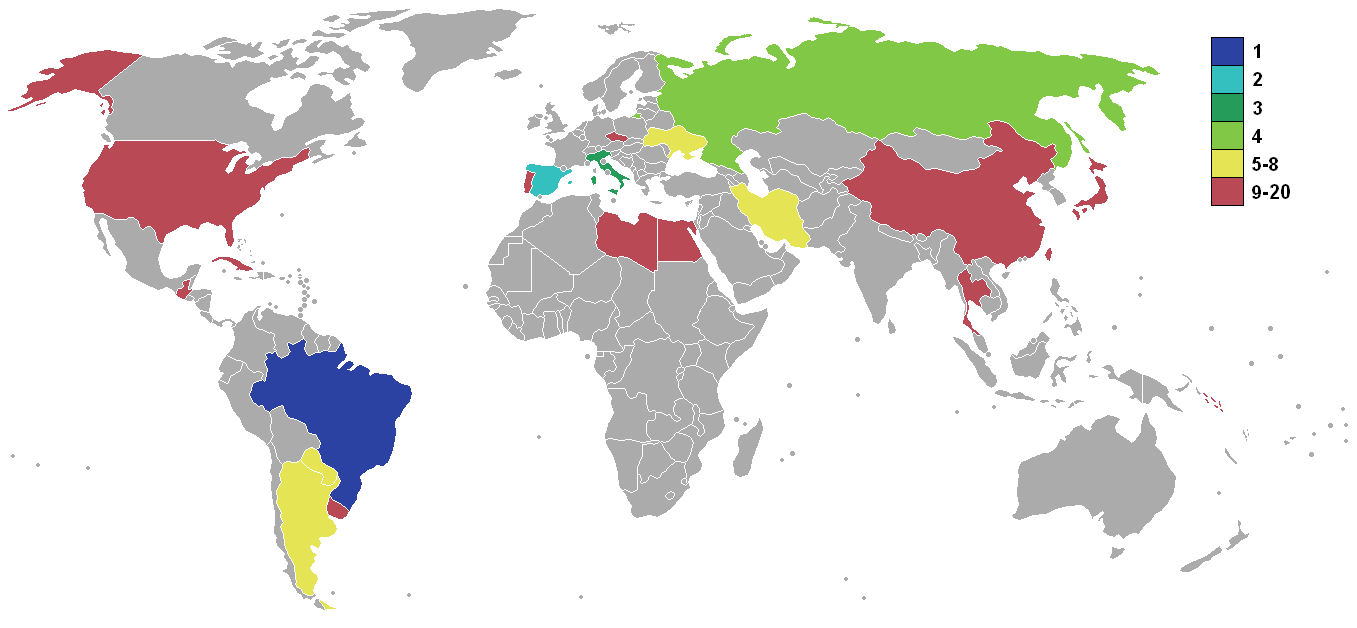
Classement de la coupe du monde :

- Champion du monde
- Vice-champion du monde
- Troisième
- Quatrième
- Deuxième tour
- Premier tour

### Statistiques générales
56 rencontres sont disputés durant la compétition lors desquelles 387 sont inscrits, soit une moyenne de 6,91 par match,.
138 cartons jaunes sont donnés, soit 2,8 par match, ainsi que seulement sept cartons rouges directs.

### Prix et équipe-type
Le brésilien Falcão est élu meilleur joueur du tournoi devant ses coéquipiers Schumacher et Tiago par les médias présents lors de la compétition.
Tiago est aussi élu meilleur gardien de but du tournoi, par le groupe d'étude technique de la FIFA.
| FIFA All-Star Team | Tiago - Falcão, Kike Boned, Schumacher, Shamsaee |
| Réserve            | Nazari - Grana, Lenísio (it), Pula, Shayakhmetov |

### Meilleurs buteurs
Le russe Pula remporte le trophée du meilleur buteur avec seize buts marqués, devant les brésiliens Falcão et Lenísio (it), respectivement buteurs à quinze et onze reprises.
| #                  | Joueur                 | Équipe   | Buts |
| ------------------ | ---------------------- | -------- | ---- |
| Médaille d'or      | Pula                   | Russie   | 16   |
| Médaille d'argent  | Falcão                 | Brésil   | 15   |
| Médaille de bronze | Lenísio (it)           | Brésil   | 11   |
| 4                  | Schumacher             | Brésil   | 10   |
| 4                  | Damir Khamadiev        | Russie   | 10   |
| 6                  | Vladislav Shayakhmetov | Russie   | 9    |
| 7                  | Fabio Alcaraz          | Paraguay | 8    |
| 7                  | René Villalba          | Paraguay | 8    |
| 7                  | Cirilo                 | Russie   | 8    |
| 10                 | Fernando Grana         | Italie   | 7    |
| 10                 | Dmitri Prudnikov       | Russie   | 7    |
| 10                 | Fernandão              | Espagne  | 7    |

### Bilan sportif
| Confédération | Premier tour | Second tour | Demi-finales | Finale | Victoire |
| ------------- | ------------ | ----------- | ------------ | ------ | -------- |
| CONMEBOL      | 4            | 3           | 1            | 1      | 1        |
| UEFA          | 6            | 4           | 3            | 1      | -        |
| AFC           | 4            | 1           | -            | -      | -        |
| CONCACAF      | 3            | -           | -            | -      | -        |
| CAF           | 2            | -           | -            | -      | -        |
| OFC           | 1            | -           | -            | -      | -        |
| Total         | 20           | 8           | 4            | 2      | 1        |